# Třemošnice (stacja kolejowa)
Třemošnice – stacja kolejowa w miejscowości Třemošnice, w kraju pardubickim, w Czechach Znajduje się na wysokości 310 m n.p.m.
Na stacji nie ma możliwości zakupu i rezerwacji miejsc, a obsługa podróżnych odbywa się w pociągu.

## Linie kolejowe
- 236 Čáslav - Třemošnice